# Lực Lorentz
Trong vật lý học và điện từ học, lực Lorentz là lực tổng hợp của lực điện và lực từ tác dụng lên một điện tích điểm chuyển động trong trường điện từ.
Định luật phát biểu rằng nếu hạt có điện tích q (C) chuyển động với vận tốc v (m/s) trong điện trường E (V/m) và từ trường B (T) thì nó sẽ chịu lực tác dụng lên nó. Định luật III Newton phát biểu về lực và phản lực, do vậy mặc dù phản lực của từ trường là nhỏ nhưng nó phải được tính đến. Lực Lorentz bằng:
{\displaystyle \mathbf {F} =q\left(\mathbf {E} +\mathbf {v} \times \mathbf {B} \right)}
Các công thức phát sinh từ công thức cơ bản này miêu tả lực từ tác dụng lên dây dẫn có dòng điện chạy qua (đôi khi gọi là lực Laplace), lực điện từ trong một vòng dây di chuyển qua từ trường (một khía cạnh của định luật cảm ứng điện từ Faraday), và lực tác dụng lên điện tích điểm chuyển động với vận tốc gần bằng tốc độ ánh sáng (dạng tương đối tính của lực Lorentz).
Oliver Heaviside là người đầu tiên suy luận ra công thức cho lực Lorentz vào năm 1889, mặc dù một số nhà lịch sử cho rằng James Clerk Maxwell đã đưa ra nó trong một bài báo năm 1865. Định luật được đặt theo tên của Hendrik Lorentz, người tìm ra công thức sau Heaviside một vài năm và ông đã nghiên cứu và giải thích chi tiết ý nghĩa của lực này.

## Lực từ động

Thành phần gây ra bởi từ trường của lực này, còn gọi là lực từ hay đôi khi là lực Lorentz, có phương luôn vuông góc với phương chuyển động của hạt mang điện và làm thay đổi quỹ đạo chuyển động của hạt mang điện. Nếu hạt mang điện chuyển động theo phương vuông góc với đường cảm ứng từ thì hạt sẽ chuyển động theo quỹ đạo tròn, nếu hạt chuyển động theo phương không vuông góc với đường cảm ứng từ thì quỹ đạo của nó sẽ là hình xoắn ốc.
Lực tác động của từ trường lên dòng điện có nguyên nhân là thành phần này của lực Lorentz.
Lực từ giữa các cực của nam châm, cũng là tổng hợp lực gây ra bởi từ trường của nam châm này lên các electron chuyển động quanh nguyên tử ở nam châm kia, về bản chất cũng là thành phần này của lực Lorentz:
{\displaystyle \mathbf {F} =q\left(\mathbf {E} +\mathbf {v} \times \mathbf {B} \right)}

## Danh mục tham khảo
- Feynman, Richard Phillips; Leighton, Robert B.; Sands, Matthew L. (2006). The Feynman lectures on physics (3 vol.). Pearson / Addison-Wesley. ISBN 0-8053-9047-2.: volume 2.
- Griffiths, David J. (1999). Introduction to electrodynamics (ấn bản thứ 3). Upper Saddle River, [NJ.]: Prentice-Hall. ISBN 0-13-805326-X.
- Jackson, John David (1999). Classical electrodynamics (ấn bản thứ 3). New York, [NY.]: Wiley. ISBN 0-471-30932-X.

- Serway, Raymond A.; Jewett, John W., Jr. (2004). Physics for scientists and engineers, with modern physics. Belmont, [CA.]: Thomson Brooks/Cole. ISBN 0-534-40846-X.{{Chú thích sách}}:  Quản lý CS1: nhiều tên: danh sách tác giả (liên kết)
- Srednicki, Mark A. (2007). Quantum field theory. Cambridge, [England]; New York [NY.]: Cambridge University Press. ISBN 978-0-521-86449-7.